# Aaron Downes
Aaron Terence Downes (Mackay, Queensland,  Australia, 15 de mayo de 1985) es un futbolista australiano retirado. Actualmente es entrenador asistente del Torquay United de la National League South de Inglaterra.
Como futbolista jugaba de defensa hasta su retiro en 2018 en el Cheltenham Town.

## Selección nacional
Ha sido internacional con la Selección de fútbol de Australia Sub-23.

### Participaciones en Copas del Mundo
| Mundial                               | Sede         | Resultado    |
| ------------------------------------- | ------------ | ------------ |
| Copa Mundial de Fútbol Sub-20 de 2005 | Países Bajos | Primera fase |

## Clubes

### Como jugador
| Club                    | País       | Año       |
| ----------------------- | ---------- | --------- |
| Hampton & Richmond      | Inglaterra | 2003      |
| Frickley Athletic       | Inglaterra | 2003-2004 |
| Chesterfield FC         | Inglaterra | 2004-2011 |
| Bristol Rovers (cedido) | Inglaterra | 2012      |
| Torquay United          | Inglaterra | 2012-2015 |
| Cheltenham Town         | Inglaterra | 2015-2018 |

### Como entrenador
| Club                       | País       | Año             |
| -------------------------- | ---------- | --------------- |
| Torquay United (asistente) | Inglaterra | 2018 - presente |

## Palmarés

### Campeonatos nacionales
| Título              | Club            | País       | Año     |
| ------------------- | --------------- | ---------- | ------- |
| Football League Two | Chesterfield FC | Inglaterra | 2011    |
| National League     | Cheltenham Town | Inglaterra | 2015-16 |